# Semana Santa en Chiclana de la Frontera

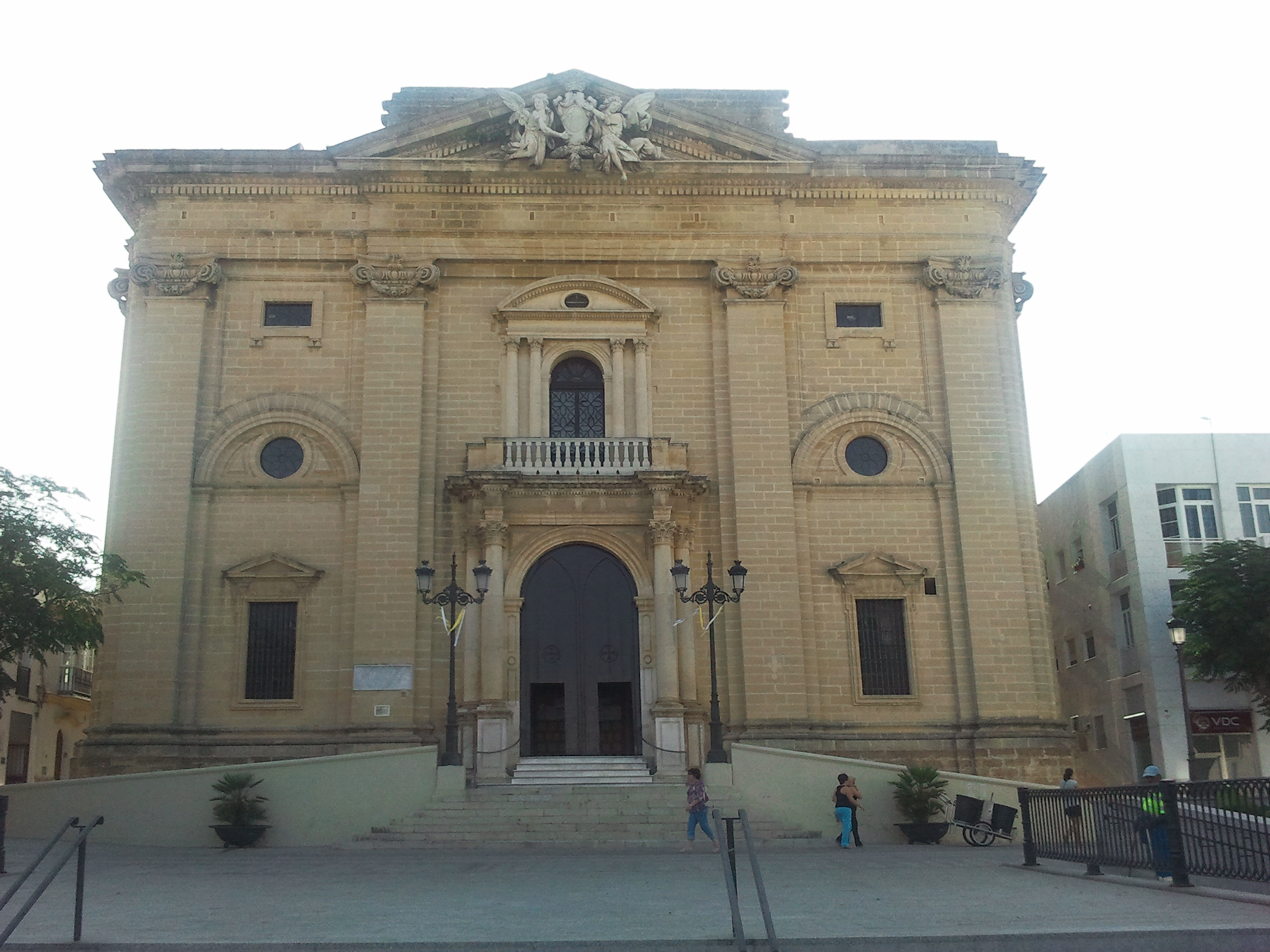
Iglesia mayor de San Juan Bautista

La Semana Santa en Chiclana de la Frontera tiene lugar entre los meses de marzo y abril, coincidiendo con la primera luna llena de primavera. En ella se conmemora la Pasión, Muerte y Resurrección de Jesús, iniciándose el Domingo de Ramos y finalizando el Domingo de Resurrección. Por el centro de la ciudad, se realizan desfiles procesionales con imágenes representando escenas de la pasión de Jesús y de la Virgen María dolorosa.
La imagineria religiosa de Chiclana de la Frontera se caracteriza por ser muy rica en su patrimonio, con varias tallas de la Escuela genovesa, especialmente las hermandades con más antigüedad muchas de ellas reconocidas a grandes escultores como Francisco Buiza, Fernando Aguado, Tomás Badillo, Antonio Bey, Manuel Martín Nieto, Luque Bonillo, etc. 
La Semana Santa de Chiclana está formada por 14 Hermandades de penitencia y 2 salidas procesionales una de ellas el Santo Crucifijo de la salud, tercer titular de la hermandad de la "Borriquita" y la salida procesional de Jesucristo Resucitado que organiza el Consejo de Hermandades y Cofradías de la ciudad.
Las Hermandades realizan la Estación de Penitencia en la iglesia mayor parroquial de San Juan Bautista.
En la previa a la Semana Mayor se realiza diversos Vía Crucis que organizan diferentes Hermandades y grupos de la Parroquia, a destacar el que organiza la Parroquia de "San Telmo" con un crucificado realizado por Luis Ortega Bru. También como viene siendo habitual en los últimos años, la Agrupación Parroquial Sacramental del Santísimo Cristo de la Misericordia, María Santísima de la Caridad en su VI Dolor y Santa Ángela de la Cruz realiza su vía crucis el Viernes de Dolores. 
Reseñas Históricas:
- 2003 Procesión Magna con motivo del VII Centenario de la ciudad de Chiclana.
- Desde el año 2007 se nombra "Fiesta de Interés Turístico de Andalucia", y por ello inclusive la ciudad de Chiclana de la Frontera.
- 2016 Magna Mariana con motivo del primer centenario de la entrega, por parte del Papa Benedicto XV, de la bula papal a la Patrona, Nuestra Señora de los Remedios.

## Introducción
En Chiclana de la Frontera, al igual que en prácticamente toda España, las hermandades y cofradías salen en procesión desde sus respectivos templos y en la mayoría de los casos salen dos pasos, el de misterio y el de palio. En el primero se representa alguna escena de la Pasión de Jesucristo, mientras el segundo está presidido por una imagen de María dolorosa. En los desfiles procesionales pueden verse también numerosos objetos litúrgicos que van portando los hermanos ataviados con túnica de nazareno (compuesta por capirote, antifaz y túnica), popularmente llamados penitentes (aunque estos realmente son los que van detrás del paso realizando su penitencia). Sobre los pasos también pueden verse piezas de gran valor artístico, como candelabros, exornos florales, bordados... acompañando a las imágenes, muchas de ellas con siglos de historia, en torno al siglo XV-XVI en adelante.
Estos pasos son llevados a cuello por los costaleros, aproximadamente 40 hombres en los pasos de misterio y 35 en los de palio. Se ayudan de un costal o molía alrededor del cuello, que se coloca bajo las trabajaderas. En Chiclana se encargan de cargar los pasos hermanos costaleros de dicha Hermandad, cuadrillas compuestas para tal fin o peñas históricas como la Peña Nazarena. El estilo de carga de Chiclana es el sevillano o jerezano sobre los pies, con costal o molía como herramienta de carga, a diferencia de otras localidades cercanas que cargan con almohada y de costero a costero. 
El cortejo lo forma la cruz de guía escoltada por dos penitentes con farol. Detrás le siguen una fila de nazarenos o penitentes hasta la siguiente sección (o tramo) que irá presidida por un objeto litúrgico, destacan el Senatus y el Libro de Reglas. Tras las secciones, se sitúan la Presidencia y las Dalmáticas que van delante del Paso de Misterio. Y, el capatá, el cual guía a los costaleros y realiza la levantá con el llamador. Tras el paso, se sitúan las personas que quieren hacer penitencia. En algunas hermandades como Afligidos o Vera Cruz, las mujeres ataviadas de mantilla se colocan entre la Presidencia y la última sección antes de esta. Una vez acabado el cortejo de misterio, le toca el turno al cortejo de la Virgen. En este, también van insignias, bocinas, ciriales, estandartes, y con la misma profusión que el primero. El elemento más rico, flanqueado por faroles, es el estandarte llamado "Simpecado" (el único estandarte que en el cortejo, al igual que la Cruz de guía, lleva a los lados faroles.) El segundo cuerpo comienza con las Banderas de la Virgen. El último tramo o sección lo preside el estandarte de la Hermandad. Después del estandarte de la hermandad y de los hermanos de fila, la Presidencia, las Dalmáticas y el Paso de Palio. Normalmente tras el paso de Misterio suele ir una Banda de Cornetas y Tambores o una Agrupación Musical y, tras el paso de Palio, una Banda de Música, mucho más completa. En alguna hermandad que tiene un Altar de Insignias (que es como se denomina al conjunto de estas) bastante completo, a los lados de los pasos irán dos servidores vestidos con calzón y librea casaca. Si la hermandad está todavía completando su altar de insignias, a los lados de los pasos irán los "manigueteros", penitentes con el antifaz sin capirote.
Durante el recorrido de las cofradías por las principales calles del centro de Chiclana, puede surgir la Saeta, canto religioso, generalmente improvisado y sin acompañamiento que tiene su origen en el folclore andaluz. Suele realizarse desde cualquier rincón por donde esté pasando la cofradía, en el momento más imprevisto, pero cuando más se cantan es en el tramo final al llegar a las cercanías de su templo, desde los balcones, los ventanales cercanos a la misma o a pie de suelo o en la carrera oficial.

## Carrera Oficial
Se denomina Carrera Oficial al itinerario común que deben seguir todas las Hermandades en su trayecto hacia la Iglesia Mayor Parroquial de San Juan Bautista para realizar la Estación de Penitencia. Marcada oficialmente por el Consejo de Hermandades y Cofradías de Chiclana, comienza en la céntrica calle de la Plaza, en los aledaños de la Iglesia de la Santísima Trinidad (San Telmo), continúa por las calles Joaquín Santos, Constitución, Álamo, Corredera Alta, Padre Añeto y finaliza en la Plaza Mayor, con la posterior entrada al templo para la oración. Cuando todas las hermandades (excepto el Resucitado, que no la realiza) llegan a la Carrera Oficial se lucen de una manera muy bonita. Primeramente una representación de la Junta de Gobierno se adelanta al cortejo y solicita la venia al representante del Consejo de Hermandades y Cofradías de Chiclana. Una vez concedida esta, la Hermandad en cuestión puede efectuar su entrada en la Carrera Oficial. En el centro de la Carrera Oficial, se sitúa el palco de autoridades.
Desde 2016 se instalan palcos en la Plaza Mayor (previa a la realización de la Estación de Penitencia). Estos unidos a los que se ubican durante toda la Carrera Oficial, principalmente en calle La Plaza y Constitución, hacen un total de 30, con una capacidad en torno a mil personas.

## Domingo de Ramos

#### Cristo Rey y Estrella

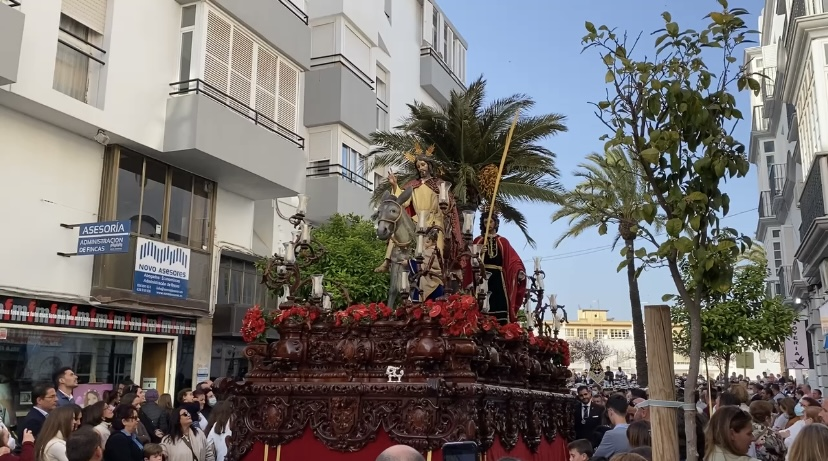
Borriquita

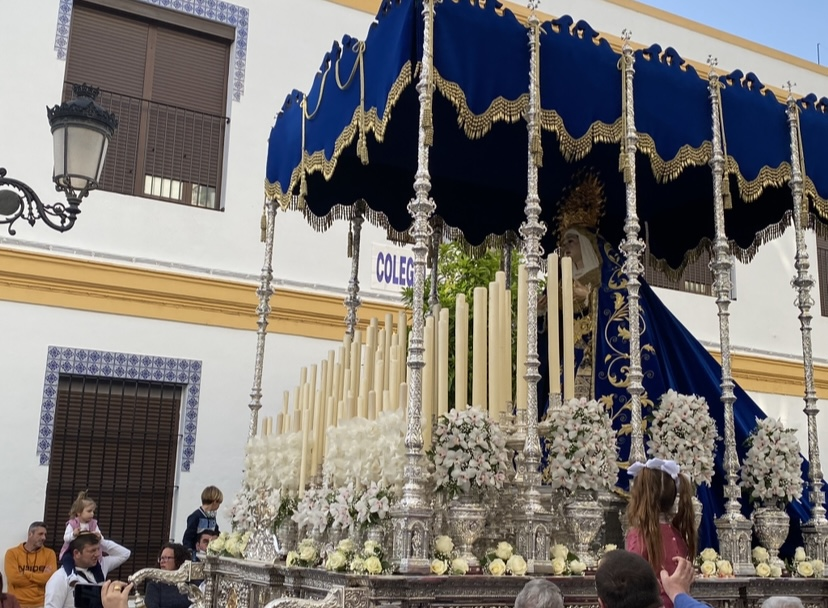
Estrella

Lasaliana Hermandad y Cofradía de Nazarenos de Jesucristo Rey en su Entrada Triunfal en Jerusalén, Santo Crucifijo de la Salud, Nuestra Señora de la Estrella y San Juan Bautista de la Salle.
- Templo: Capilla Nuestra Señora de la Estrella, del Colegio "La Salle"
- Reseña histórica: 1979
- Imágenes: El Cristo fue tallado en 1980 por Francisco Buiza, representando a Cristo Rey en su triunfal entrada en Jerusalén, sentado sobre una pollina, realizada por el mismo autor en 1982. Ese mismo año realiza el niño hebreo y la Virgen de la Estrella. El misterio se completa con la imagen de San Juan Evangelista, obra concluida por el discípulo del citado artista, Francisco Berlanga.
- Día de Pasión: Domingo de Ramos
- Pasos: El paso de misterio es obra de Manuel Guzmán Bejarano, comenzándose su ejecución en 1981. El paso de palio se encuentra en realización en cuanto a su labor de orfebrería, a cargo de los talleres de Villareal.
- Túnicas: En las secciones del misterio van niños hebreos con pañuelo de rayas azul y blanco sujeto a la cabeza con una cuerda y túnica blanca, portando una palma. Los nazarenos túnica blanca, capirote y capa azul y cíngulo azul y blanco.
- Costaleros: Cuadrilla de Costaleros de Cristo Rey y Estrella (40 y 35 en cada paso).
- Música:
  - Misterio: Agrupación Musical La Clemencia de Jerez de la Frontera (Cádiz).
  - Palio: Banda de Música Villalba del Alcor (Huelva).
- N° de Hermanos: 400
- Nº de Hebreos y Nazarenos: 300 (150 hebreos y 150 nazarenos).

#### El Huerto y Angustias
Hermandad de Penitencia de Nuestro Padre Jesús de la Paz en su Sagrada Oración en el Huerto y María Santísima de las Angustias.
- Templo: Iglesia de San Sebastián.

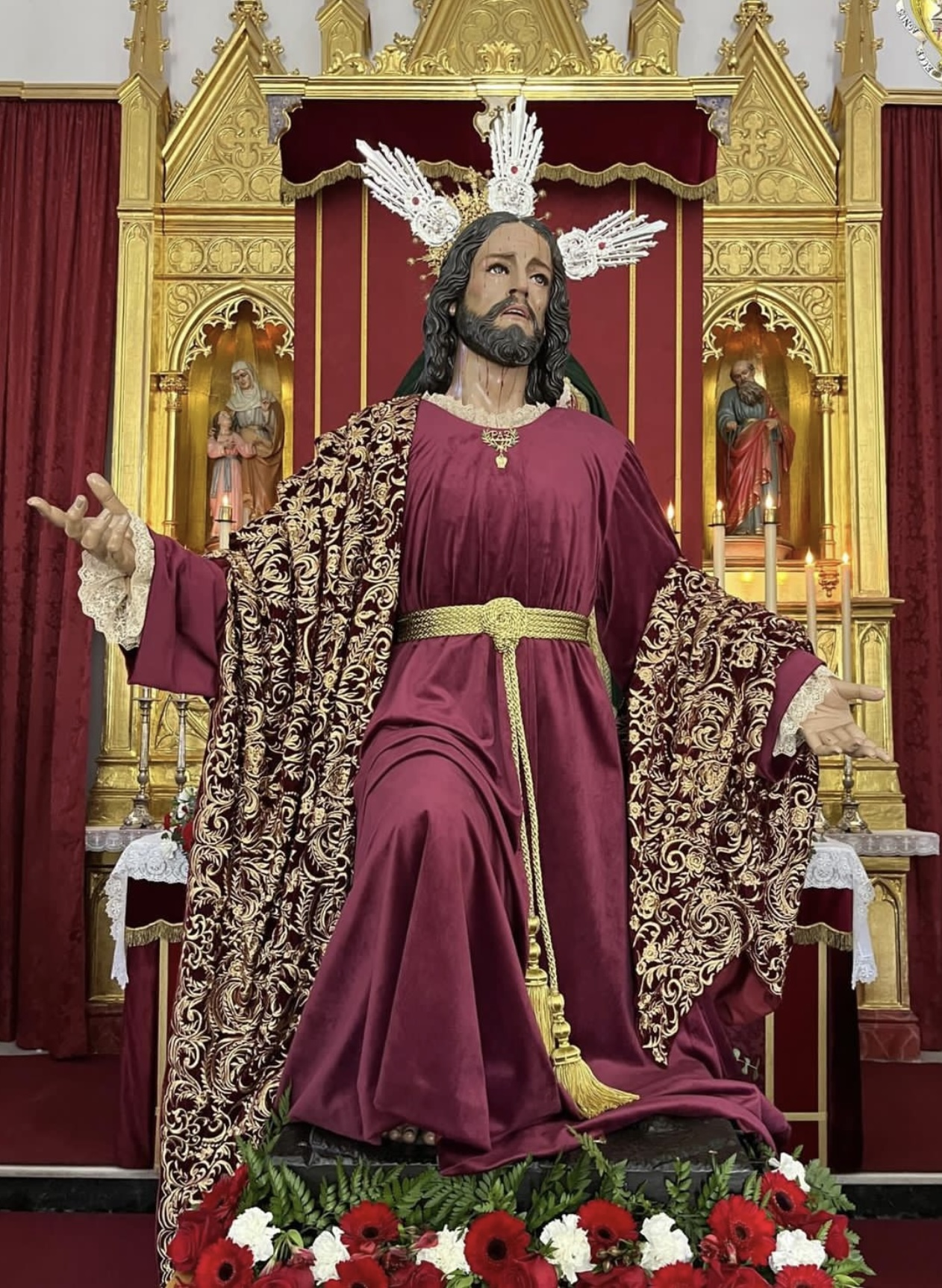
Señor de la Paz

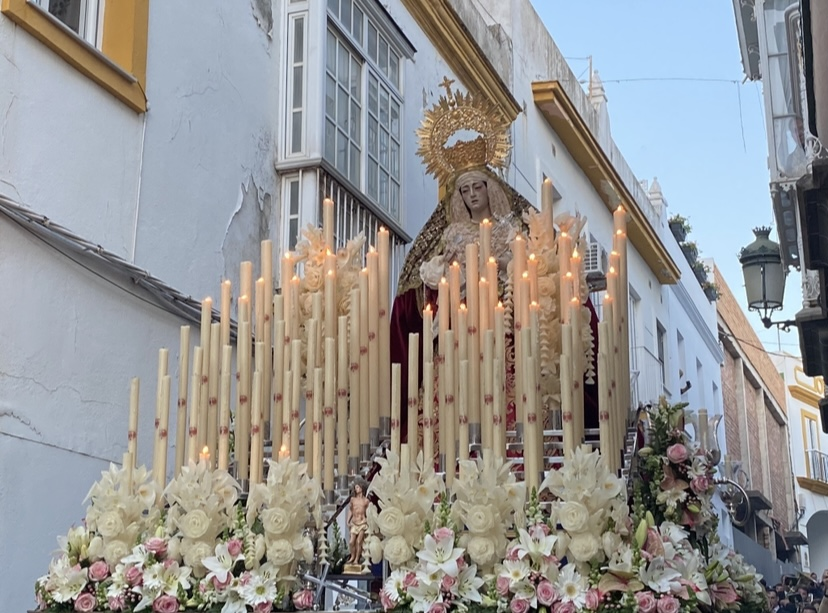
María Santísima de las Angustias

- Reseña histórica: Los inicios del grupo parroquial datan de 2003, pero no es hasta 2011 cuando se erige Hermandad. En 2016 procesionó por vez primera con María Santísima de las Angustias y desde 2024 con Ntro. Padre Jesús de la Paz.
- Imágenes: La talla del Señor representa a Ntro. Padre Jesús de la Paz arrodillado, orando en el huerto de Getsemaní, fue realizada por el imaginero sevillano Salvador Madroñal Valle, bendecida el 26 de noviembre de 2023. Por su parte, la talla de María Santísima de las Angustias fue bendecida el 8 de diciembre de 2014, realizada también por Salvador Madroñal Valle.
- Día de Pasión: Domingo de Ramos
- Pasos: El paso de misterio, en fase de elaboración, es obra de los talleres de Manuel Oliva, mientras que el de la Virgen cuenta con respiraderos y peana en madera, tapizados en azul terciopelo y caídas en azul y damasco.
- Túnicas: capirote y cíngulo burdeos en las secciones del Cristo y azul en las de la Virgen; túnica y capa color blanco macareno.
- Costaleros: Cuadrilla de Costaleros de Ntro. Padre Jesús de la Paz (32 en el paso).
- Música:
  - Misterio: Agrupación Musical Jesús de Nazaret de Lebrija (Sevilla).
- Nº de Nazarenos: 100
- N° de Hermanos: 300

## Lunes Santo

### Humildad y Esperanza
Venerable y Agustiniana Hermandad Sacramental y Cofradía de Penitencia de Nuestro Padre Jesús de la Humildad y Paciencia, María Santísima de las Lágrimas y Esperanza y San Pedro González Telmo (Antigua Cofradía de Mareantes).

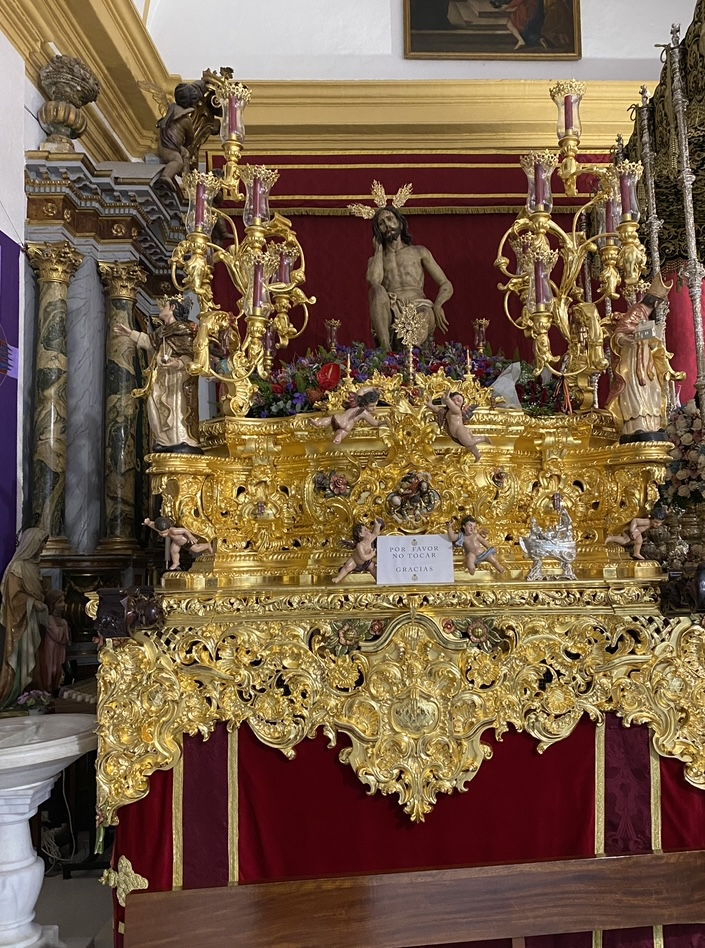
Humildad y Paciencia

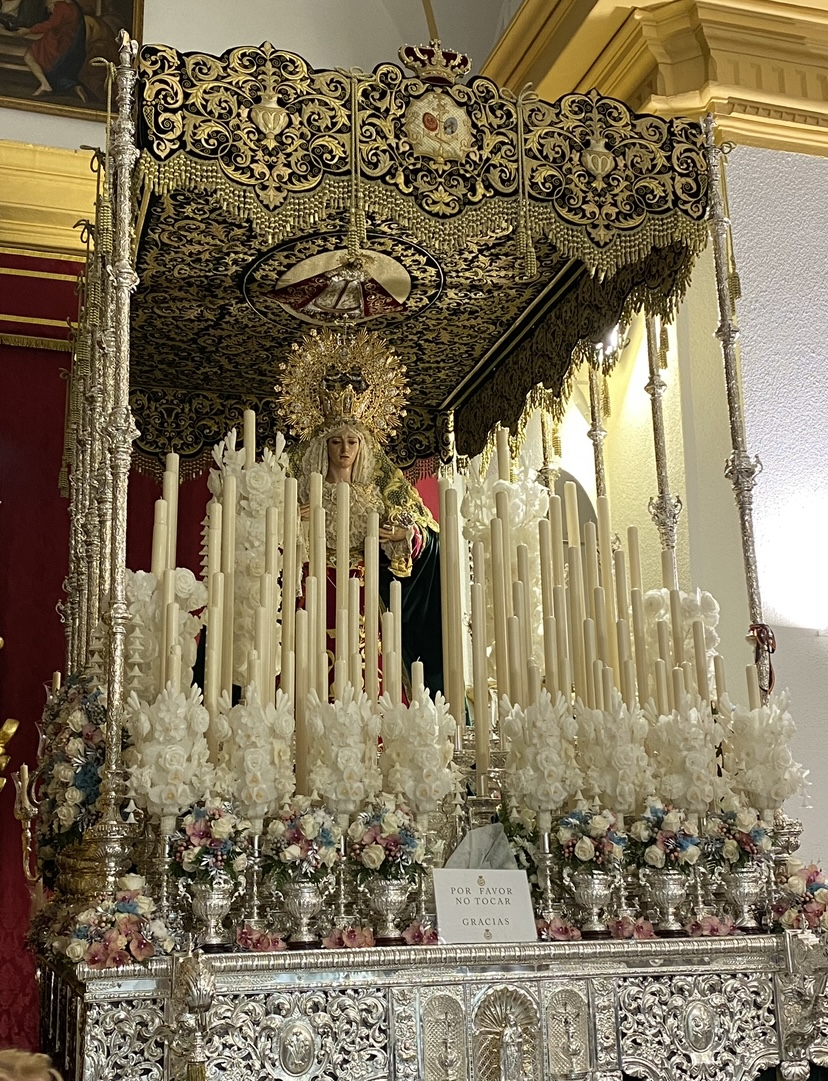
Lágrimas y Esperanza

- Templo: Iglesia de la Santísima Trinidad (San Telmo)
- Reseña histórica: La hermandad es una de las más antiguas de la ciudad. Su fundación se sitúa en el siglo XVI.
- Imágenes: El Cristo es obra del escultor portuense Tomás Badillos, realizado en 1697. Representa a Jesús sentado sobre una piedra a la espera de ser crucificado. María Santísima de las Lágrimas y Esperanza es obra de autor anónimo y probablemente data del siglo XVII.
- Día de Pasión: Lunes Santo
- Pasos: El Paso de misterio es obra del tallista isleño Juan Carlos García, encontrándose aún en fase de dorado. El paso de palio presenta orfebrería de Jesús Domínguez, Manuel Ríos y Mallol. Los bordados del palio son obra de Juan Carlos Romero y los talleres Santa Lucía, con pinturas de Jesús Romero.
- Túnicas: Túnica blanca y escapulario y capirote rojo, en las secciones del Cristo, y verde, en las de la Virgen.
- Costaleros: Cuadrilla de Costaleros Humildad y Esperanza (40 y 35 en cada paso).
- Música:
  - Misterio: Banda de Cornetas y Tambores San Juan Evangelista de Las Cabezas de San Juan (Sevilla).
  - Palio: Banda Municipal Cristo del Perdón de San José de la Rinconada (Sevilla).
- Nº Nazarenos: 200
- N° de Hermanos: 500

### El Perdón y Misericordia
Cofradía del Santísimo Cristo del Perdón, María Santísima de la Misericordia y Nuestra Señora del Pilar.

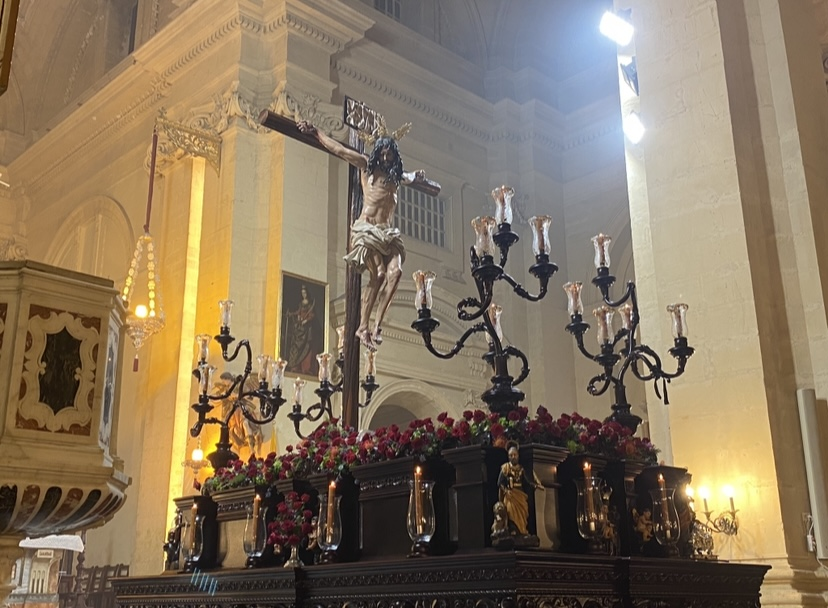
Cristo del Perdón

- Templo: Iglesia Mayor Parroquial de San Juan Bautista
- Reseña histórica: Los inicios del grupo datan de 2001, procesionando desde sus orígenes desde su sede del Mayorazgo y ampliando por año el paso (sacado en principio por niños). De 2011 a 2013 realizó su salida procesional desde la Ermita de Santa Ana, próxima a su sede del Mayorazgo, y en 2014 desde la Iglesia de Nuestro Padre Jesús Nazareno al encontrarse la Ermita en obras. Desde 2015 realiza su salida desde la Iglesia Mayor Parroquial de San Juan Bautista, siendo esta elegida como su sede definitiva. Este grupo fue elegido como participante en el Vía Crucis Jubilar Diocesano que tuvo lugar el 7 de julio de 2018 en la ciudad de Cádiz. El 23 de junio de 2019, en la Festividad del Corpus Christi, este grupo recibió finalmente el decreto que lo nombra oficialmente Hermandad.
- Imágenes: La talla del Stmo. Cristo del Perdón representa a Jesús crucificado pidiendo al Padre el perdón para los romanos, obra del escultor Don Manuel Martín Nieto y bendecida el 15 de marzo de 2015. Por su parte la bendición de María Stma. de la Misericordia está en proceso de realización por el mismo imaginero.
- Día de Pasión: Lunes Santo
- Paso: paso en madera de cedro y barnizado en caoba con apliques de plata y altar con Santa Ana en el frontal de la canastilla.
- Túnicas: Túnica negra, capa blanca y capirote y cíngulo rojo.
- Costaleros: Cuadrilla de Costaleros del Santísimo Cristo del Perdón (35 costaleros en el paso).
- Música:
  - Misterio: Banda de Cornetas y Tambores Rosario y Victoria de Brenes (Sevilla).
- Nº de Nazarenos: 100
- N° de Hermanos: 300

## Martes Santo

#### Afligidos y Desconsuelos

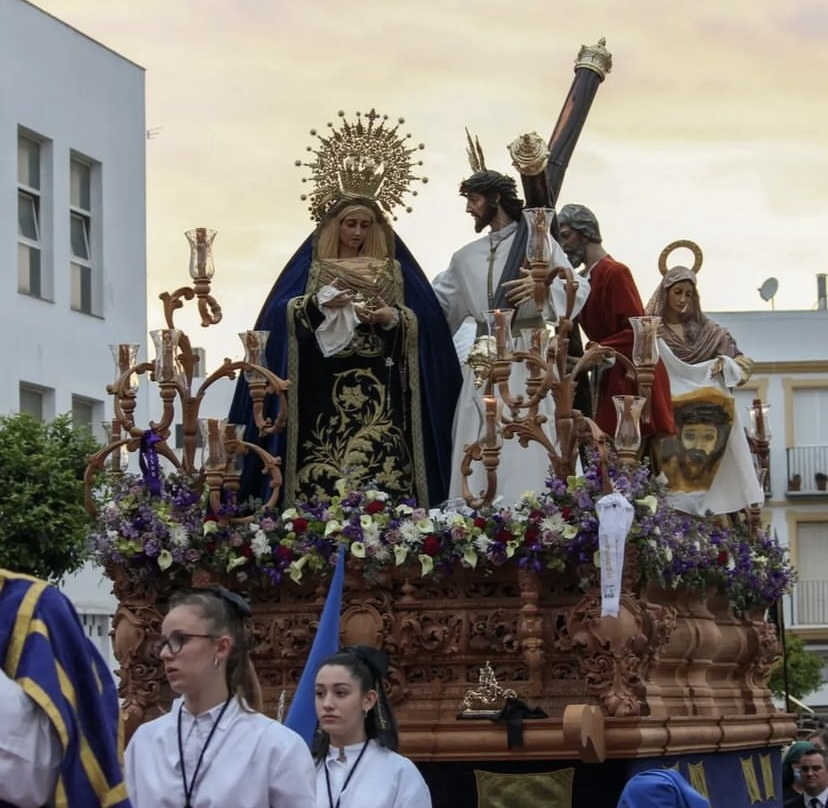
Afligidos y Desconsuelos

Venerable Cofradía de Penitencia de Nuestro Padre Jesús de los Afligidos, María Santísima de los Desconsuelos y San Juan Evangelista.
- Templo: Iglesia de la Santísima Trinidad (San Telmo)
- Reseña histórica: Surge a partir de una antigua imagen cuya advocación respondía a Nuestra Señora de los Afligidos y Nuestro Señor del Refugio y que ya constaba en un inventario realizado con fecha del mes de septiembre de 1835. Se reorganiza en 1979.
- Imágenes: Jesús con la Cruz al hombro ayudado por Simón de Cirene en el encuentro con su Madre, con las Santas Mujeres y San Juan Evangelista. El actual Cristo es obra del imaginero isleño Juan Pérez Bey, bendecido el 24 de febrero de 2001, autor también del grupo escultórico que acompaña a la imagen, mientras que el sevillano Francisco Berlanga de Ávila es el autor de María Stma. de los Desconsuelos. Juan Carlos García es el autor de la Santa Mujer Verónica y del Cirineo.
- Día de Pasión: Martes Santo
- Paso: El único paso, en fase de elaboración, es obra de los talleres de Manuel Oliva.
- Túnicas: Túnica negra; capa, abotonadura, fajín  y capirote azul oscuro.
- Costaleros: Cuadrilla de Costaleros de los Afligidos (45 en el paso).
- Música:
  - Misterio: Agrupación Musical La Expiración de Salamanca.
- Nº de Nazarenos: 100 y 60 mujeres de mantilla.
- N° de Hermanos: 400

#### El Amor y Dulce Nombre
Hermandad Sacramental y Cofradía de Nazarenos de Nuestro Padre Jesús del Amor en su Sentencia, María Santísima del Dulce Nombre y San Antonio de Padua.

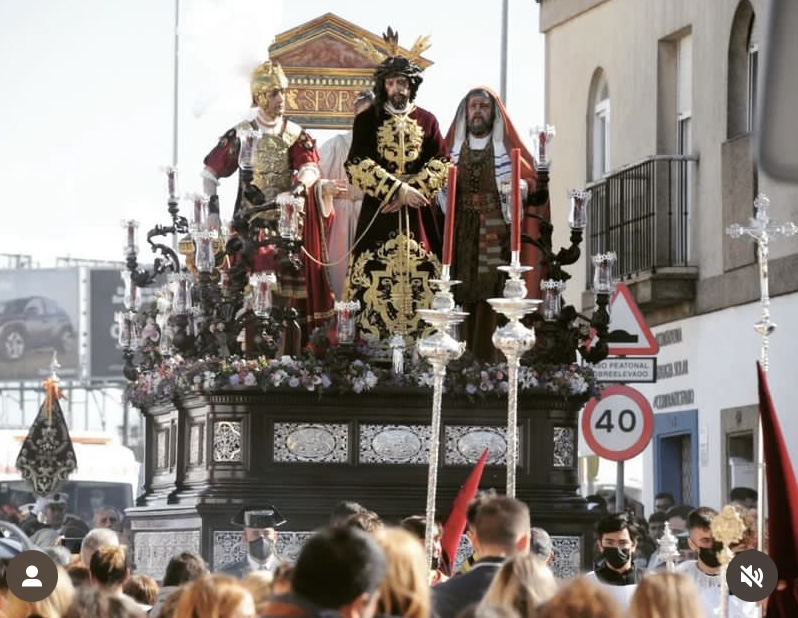
Jesús del Amor

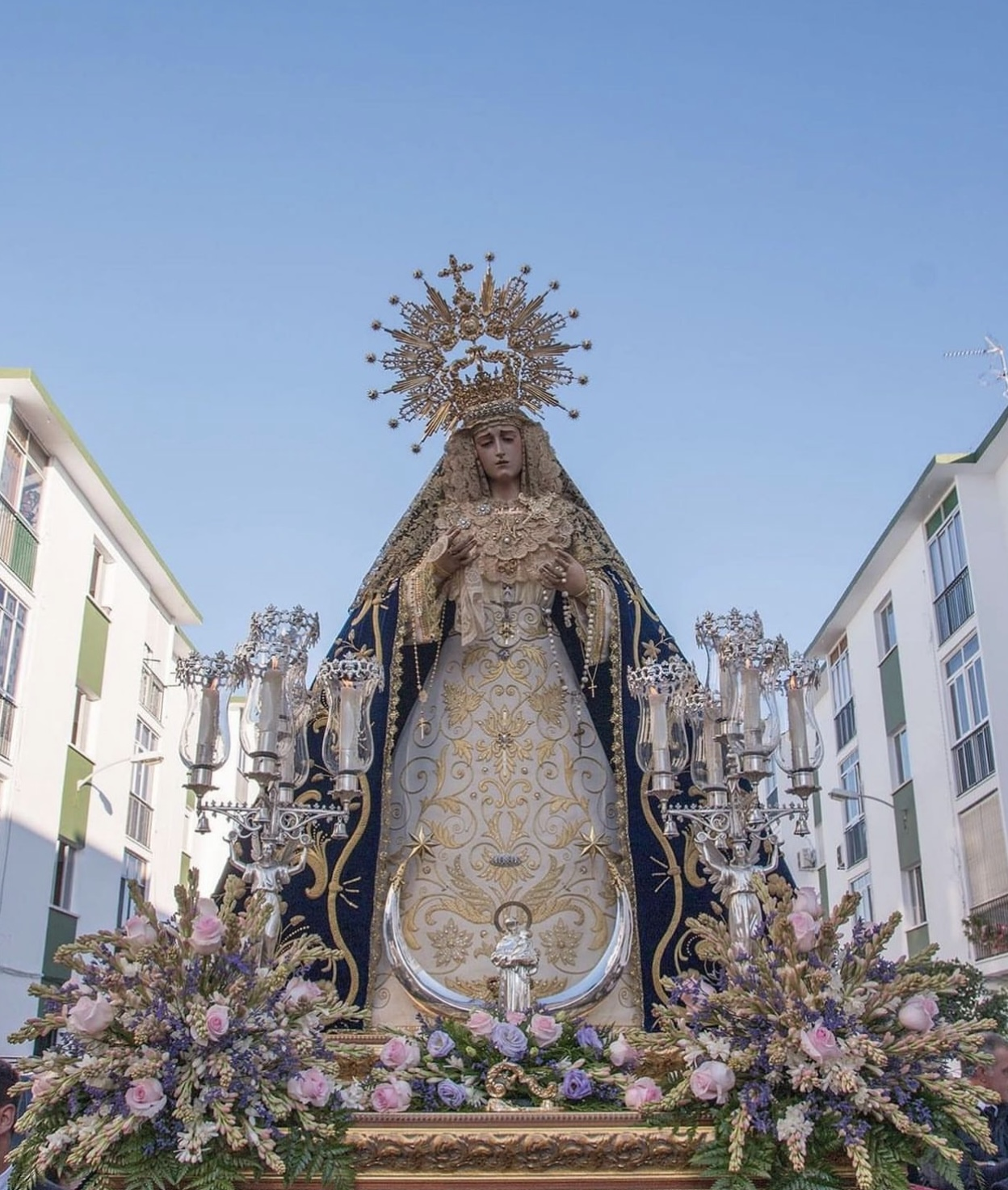
María Stma. del Dulce Nombre

- Templo: Parroquia de San Antonio de Padua.
- Reseña histórica: Los inicios del grupo parroquial datan de 2002. En 2011 se produjo la bendición del Cristo del Amor y el traslado de María Santísima del Dulce Nombre ambas desde la Iglesia Mayor Prioral de San Juan Bautista hasta su sede canónica en la parroquia de San Antonio de Padua, en el popular barrio de Fuente Amarga.[1] Un año más tarde, saldría en la antesala de la Semana Mayor chiclanera esta asociación por vez primera. Ya el 12 de septiembre de 2015, este joven grupo sería finalmente proclamado Hermandad, iniciando un responsable e ilusionante camino integrándose en la Semana Mayor.
- Imágenes: El Señor del Amor es obra de Fernando Aguado Hernández y representa la sentencia del juicio a Jesús, mientras que la imagen de María Santísima del Dulce Nombre es una talla anónima procedente de la Iglesia Mayor de San Juan Bautista, probablemente del siglo XVII la cual formaba parte de un antiguo Calvario. Las imágenes secundarias del misterio de la Sentencia son todas obra de Fernando Aguado.
- Día de Pasión: Martes Santo
- Paso: A finales de 2012 adquirido a la Hermandad del Prendimiento de San Fernando. Data del año 1941-42, y perteneció hasta el año 1986 a la Hermandad del Nazareno de San Fernando y anteriormente a la Hermandad de Jesús Despojado de Sevilla. El paso consta de respiraderos y canastilla. Es de estilo neo clásico en madera de cedro y barnizado en caoba. En la canastilla se pueden observar diversos apliques en forma de cartelas en plata, al igual que el respiradero.
- Túnicas: cíngulo y abotonadura color burdeos, antifaz de terciopelo burdeos, túnica y capa blanca y cola recogida en el brazo.
- Costaleros: Cuadrilla de Costaleros de Nuestro Padre Jesús del Amor (45 en el paso).
- Música:
  - Misterio: Banda de Cornetas y Tambores Nuestra Señora de Gracia de Carmona (Sevilla).
- Nº de Nazarenos: 150
- N° de Hermanos: 400

## Miércoles Santo

#### Medinaceli y Servitas
Venerable Esclavitud y Cofradía de Penitencia de Nuestro Padre Jesús Cautivo y Rescatado (Medinaceli) y Nuestra Señora de los Dolores de la Venerable Orden Tercera de Servitas.

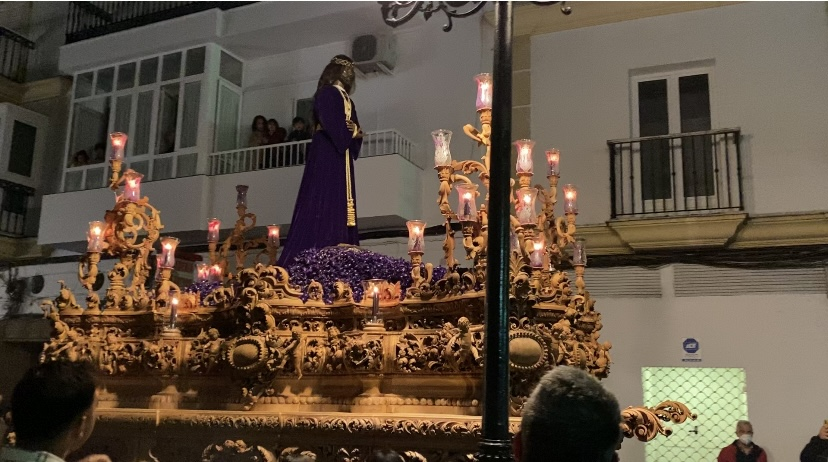
Medinaceli

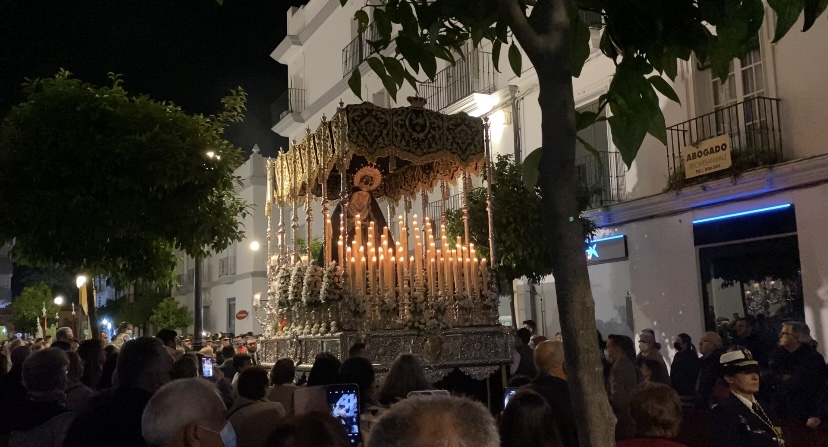
Servitas

- Templo: Iglesia Mayor Parroquial de San Juan Bautista

- Reseña histórica: Los primeros datos que se conocen datan de 1748. En 1759 la Orden Tercera de Servitas se erige canónicamente en la parroquia de San Juan Bautista. En 1955 la Orden se agrega a la Hermandad de Nuestro Padre Jesús Cautivo y Rescatado.
- Imágenes: El Señor representa a Jesús en el momento de ser sentenciado, maniatado y coronado de espinas. La imagen es obra del escultor gaditano Miguel Láinez Capote, realizada en 1955 y restaurada recientemente por Manuel Martín Nieto. La Virgen de los Dolores Servitas  se presenta como dolorosa bajo palio, obra anónima del siglo XVIII aunque se atribuye a la escuela gaditana genovesa.
- Día de Pasión: Miércoles Santo
- Pasos: El paso de misterio es de reciente adquisición y está siendo realizado por el tallista Pedro Manuel Benítez Carrión. En el año 2024, se comenzó con el dorado, estrenando en la Semana Santa 2024 las tres primeras cartelas doradas frontales.       El paso de palio presenta respiraderos procedentes del paso de palio de la Virgen del Amparo, de Cádiz. Contiene orfebrería de los talleres de Hijos de Juan Fernández y Manuel de los Ríos.
- Túnicas: Túnica y capirote morado en las secciones del Cristo y negro en las de La Virgen; cíngulo amarillo en ambos.
- Costaleros: Cuadrilla de Costaleros de Servitas y Cuadrilla de Costaleros del Cautivo de Medinaceli (35 en cada paso).
- Música:
  - Misterio: Banda de Cornetas y Tambores Zoilo Ruíz Mateos de Rota (Cádiz).
  - Palio: Banda de Música Maestro Enrique Montero de Chiclana (Cádiz).
- Nº de Nazarenos: 300 y 450 personas en penitencia.
- N° de Hermanos: 1250
- Web: --

## Jueves Santo y Madrugá

#### Nazareno y Dolores

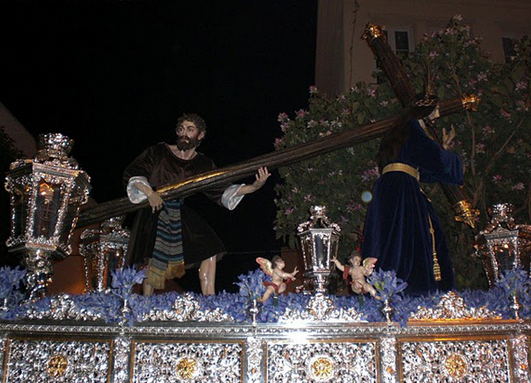
Jesús Nazareno

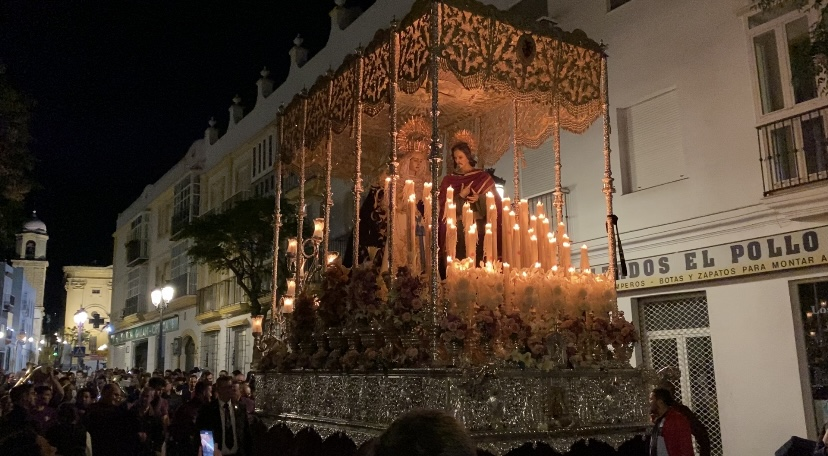
Dolores

Venerable Hermandad de Nuestro Padre Jesús Nazareno, Santa Cruz en Jerusalén, María Santísima de los Dolores y San Juan Evangelista.
- Templo: Convento RR.MM. Agustinas Recoletas (Iglesia Conventual de Jesús Nazareno)
- Reseña histórica: Los orígenes de la hermandad datan del año 1642. En 1972 la hermandad sustituyó su antigua titular mariana por la actual.
- Imágenes: La imagen de Nuestro Padre Jesús Nazareno representa a Cristo camino del Calvario con la Cruz al hombro, en el momento de ser ayudado por Simón de Cirene. La talla del Señor, recientemente restaurada, es obra anónima del siglo XVII, aunque ha sido atribuida al escultor portuense Tomás Badillos. La Virgen de los Dolores fue realizada en 1972 por Francisco Buiza, presentándose bajo palio junto al discípulo amado, obra del mismo autor.
- Día de Pasión: Jueves Santo
- Pasos: El paso de misterio es obra de los talleres de Hijos de Juan Fernández, realizado en alpaca plateada y dorada. El paso de palio posee orfebrería de los mismos talleres y está en proceso de mejora.
- Túnicas: Túnica y capirote morado y cíngulo dorado.
- Costaleros: Peña de Costaleros Nazarena (35 en cada paso).
- Música:
  - Misterio: Banda de Cornetas y Tambores Ntra. Señora de los Ángeles de Sevilla.
  - Palio: Banda de Música Municipal de Villalba del Alcor (Huelva).
- Nº de Nazarenos: 300, 15 mujeres de mantilla y 300 personas en penitencia.
- N° de Hermanos: 800

#### Santo Crucifijo de la Salud

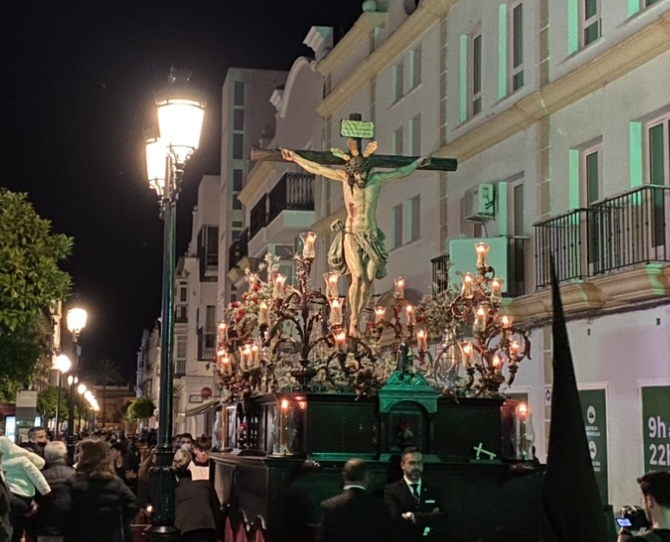
Santo Crucifijo

Lasaliana Hermandad y Cofradía de Nazarenos de Jesucristo Rey en su Entrada Triunfal en Jerusalén, Santo Crucifijo de la Salud, Nuestra Señora de la Estrella y San Juan Bautista de la Salle.
- Templo: Capilla Nuestra Señora de la Estrella, del Colegio "La Salle"
- Reseña histórica: 1979
- Imágenes: El Cristo de la Salud, conocido popularmente como El Silencio, es una obra de reciente ejecución, finalizada en 2012. Es obra de José María Leal.
- Día de Pasión: Jueves Santo en la madrugá del Viernes Santo (Santo Crucifijo de la Salud)
- Paso: Paso de madera de cedro barnizado en caoba, con aplicaciones y candelabros plateados. La hermandad está en proceso de realizar un nuevo paso.
- Túnicas: El hábito de los nazarenos del Santo Crucifijo de la Salud es túnica negra con fajín de esparto, cola recogida al brazo y cirios color tiniebla.
- Costaleros: Cuadrilla de Costaleros del Santo Crucifijo de la Salud (35 en el paso).
- Música:
  - Misterio: El Santo Crucifijo de la Salud procesiona en riguroso silencio.
- Nº de Nazarenos: 70
- N° de Hermanos: 400

## Viernes Santo

#### Vera Cruz (Santo Cristo) y Mayor Dolor

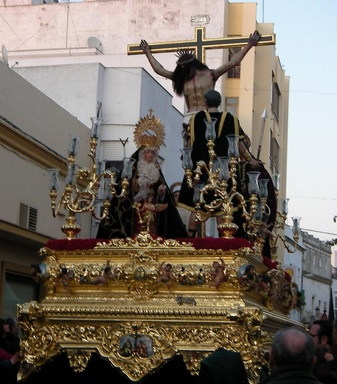
Santo Cristo de la Vera Cruz y Mayor Dolor

Venerable y Muy Antigua Hermandad del Santísimo Cristo de la Vera Cruz, Nuestra Señora del Mayor Dolor, San Juan Evangelista y Nuestra Señora de Guía.
- Templo: Capilla del Santo Cristo
- Reseña histórica: Está documentada la llegada del Santo Cristo a Chiclana en 1515, con los documentos más antiguos que datan la existencia de la Hermandad en 1554, por lo tanto, de las más antiguas cofradías de penitencia existentes en Andalucía. En sus orígenes se sacó en procesión como rogativa de lluvia en tiempo de sequía.[2]Como dato a destacar, la Hermandad procesiona con la reliquia donada del Santo Lignum Crucis, un pequeño fragmento de la verdadera cruz de Cristo.
- Imágenes: Cristo muerto en la Cruz acompañado de la Virgen, San Juan, María Magdalena y un soldado romano. El Cristo es obra anónima del siglo XVI procedente de México. Está realizado en pasta a base de plantas autóctonas de su lugar de origen. Una desafortunada restauración hizo perder a la imagen sus rasgos característicos, principalmente el sudario de tela y el pelo natural. Una nueva restauración en 1996 devuelve la imagen a su estado original. La Virgen del Mayor Dolor también es obra anónima. Fue restaurada por Alfonso Berraquero, al igual que las imágenes de San Juan Evangelista y María Magdalena. El misterio a su vez lo completaba la talla de un soldado romano que recientemente la Hermandad ha decidido suprimir, representaba a San Longino después de clavarle la Sagrada Lanzada.
- Día de Pasión: Viernes Santo
- Paso: Es una obra anónima atribuida a Jiménez Espinosa o Fernández del Toro. Procede de la Hermandad de la Sagrada Lanzada de Jerez, siendo restaurado por el tallista isleño Juan Carlos García.
- Túnicas: Túnica de sarga negra con cola doblada a la espalda y remetida por el cinturón, capirote negro, cinturón de esparto y abotonadura verde.
- Costaleros: Cuadrilla de Costaleros de la Vera Cruz (38 en el paso).
- Música:
  - Misterio: Banda de Cornetas y Tambores Vera Cruz de Los Palacios (Sevilla).
- Nº de Nazarenos: 160 y 15 mujeres de mantilla.
- N° de Hermanos: 500

#### Soledad y Santo Entierro

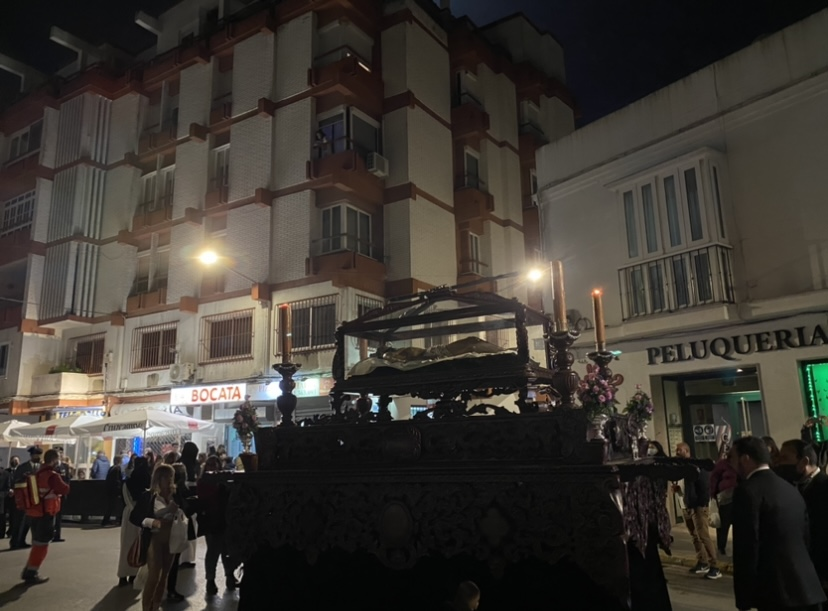
Santo Entierro

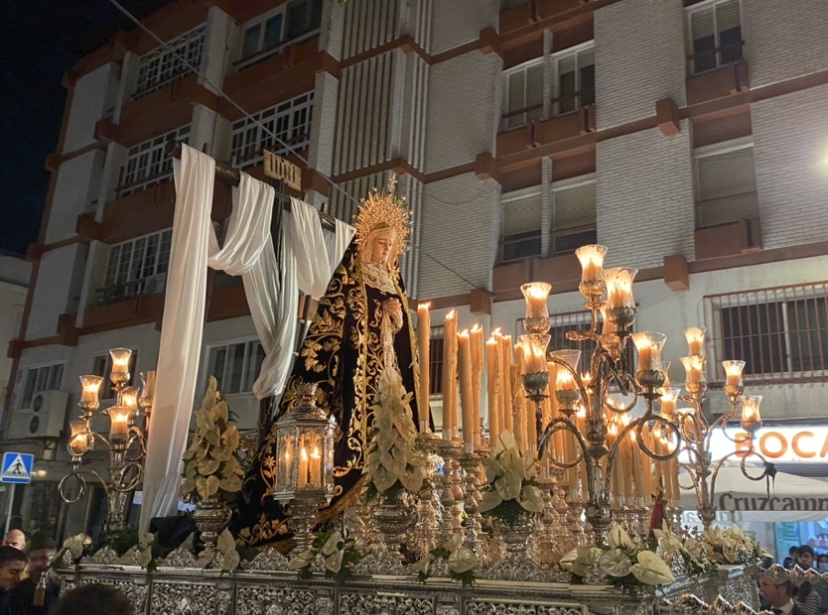
Soledad

Venerable Hermandad de Nuestra Señora de la Soledad y Santo Entierro de Cristo yacente.
- Templo: Capilla de Nuestra Señora de La Soledad
- Reseña histórica: Los datos más antiguos de la hermandad datan de 1622, aunque su fundación probablemente se produjera mucho antes. Anteriormente salía de la Capilla del Santo Cristo, hasta que se construyó su capilla actual en la barriada de la Soledad del que da nombre (cercana al antiguo cementerio de la localidad).
- Imágenes: El Cristo representa a Jesús yacente en su sepulcro, imagen realizada por el escultor isleño Antonio Bey en los años cincuenta. La Virgen representa a María en su Soledad tras la muerte de su Hijo. Se trata de una talla anónima, realizada en el siglo XVI.
- Día de Pasión: Viernes Santo
- Pasos: El paso del Cristo es obra del tallista local Antonio Cano, de principios de los años noventa. El paso de la Virgen presenta orfebrería de los talleres de Hijos de Juan Fernández. Los nuevos respiraderos son obra de los talleres de Antonio Santos, de Sevilla. Desde el año 2024 la Virgen de la Soledad procesiona bajo palio.
- Túnicas: Túnica de sarga negra con cola recogida al brazo, capirote negro y cinturón de esparto.
- Costaleros: Cuadrilla de Costaleros de Cristo Yacente y de la Soledad (35 en cada paso).
- Música:
  - Misterio: Capilla Musical Carmelitana de San Fernando (Cádiz).
  - Palio: Banda de Música Municipal Maestro Enrique Montero de Chiclana (Cádiz).
- Nº de Nazarenos: 120 y 15 mujeres de mantilla.
- N° Hermanos: 400

El cortejo lo conforman también miembros de la Corporación municipal, miembros de la Permanente del Consejo Local de Hermandades y Cofradías, así como todos los Hermanos Mayores de las distintas Cofradías y Hermandades de la ciudad (salvo Vera Cruz, al coincidir en dicha jornada sus Estaciones de Penitencia), detrás de Cristo yacente.

## Domingo de Resurrección

#### Resucitado

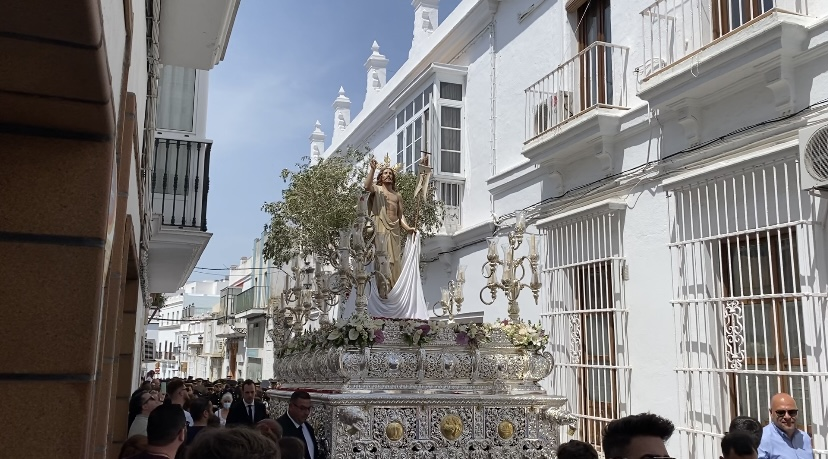
Resucitado

Procesión de alabanzas de Jesucristo Resucitado.
- Templo: Iglesia Mayor Parroquial de San Juan Bautista
- Reseña histórica: 1982. Desde sus orígenes se encuentra a cargo del Consejo Local de Hermandades y Cofradías de Chiclana.
- Imagen: El Señor representa a Jesús victorioso ante la muerte, bajó un olivo y sujetando la sabana del Santo sepulcro.
- Día de Salida: Domingo de Resurrección
- Paso: El único paso es obra de los talleres de Hijos de Juan Fernández, de grandes proporciones, plateado, presentando en las cartelas doradas motivos alusivos a la Pasión de Cristo.
- Costaleros: Peña de Costaleros Nazarena (35 en el paso).
- Música:
  - Misterio: Agrupación Musical "Polillas" de Cádiz.
- Cortejo: Procesionan los miembros de las Juntas de Gobierno, Juntas Auxiliares y grupos parroquiales de las diferentes Cofradías y Hermandades de penitencia y de gloria de la ciudad, con sus respectivas banderas representativas. En 2024 se aprobó que el limite de representantes fuera de 5 miembros máximo.

## Grupos parroquiales

### La Caridad
Agrupación Parroquial Sacramental del Santísimo Cristo de la Misericordia, María Santísima de la Caridad en su VI Dolor y Santa Ángela de la Cruz

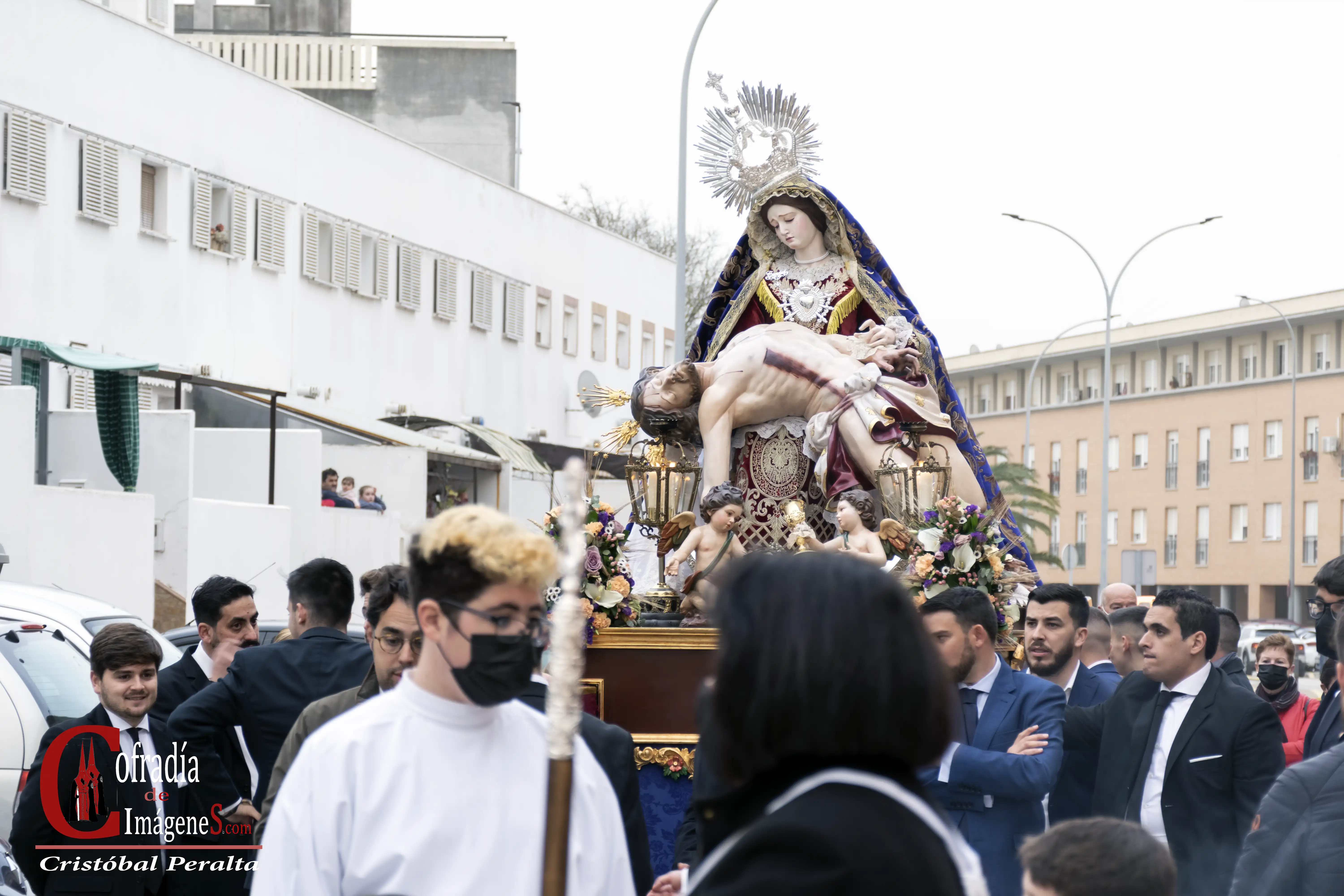
Caridad

- Templo: Parroquia de Santa Ángela de la Cruz

- Reseña histórica: los comienzos del grupo datan de principios de 2016, siendo nombrada Agrupación Parroquial oficialmente en 2017.   El 19 de marzo de 2022 tuvo la lugar la bendición del Stmo. Cristo de la Misericordia y María Stma. de la Caridad, obra del imaginero cordobés D. Manuel Luque Bonillo. Dicha bendición se produjo en la Parroquia de San Sebastián, con el posterior traslado hasta su sede, la Parroquia de Santa Ángela de la Cruz, en el popular barrio de Solagitas.

- Día de Pasión: Viernes de Dolores (mientras no sea Hermandad, a modo de piadoso Viacrucis)
- Nª de socios: 130.

- Imágenes: el misterio representa el VI Dolor de María, siendo este el momento en que la Santa Madre de nuestro señor recibe el cuerpo inerte de su hijo a los pies de la Cruz.

## Música
Banda de Música “Maestro Enrique Montero”
Esta Banda de Música está formada, mayoritariamente, por los alumnos de la Academia de Música Municipal.
Su historia empezó en el año 1985 cuando, por iniciativa del Excmo. Ayuntamiento de Chiclana, fundó la citada Academia de Música Municipal con un grupo de personas a los que les hacía ilusión empezar a estudiar música y ser componentes de la futura Banda de Música de su ciudad.
La presentación oficial tuvo lugar el 14 de Agosto de 1986. Cabe destacar entre las actuaciones de la Banda de Música los éxitos obtenidos en los más de trescientos conciertos ofrecidos, también ha logrado muy buenos elogios en los conciertos dados en la ciudad de Beziérs (Francia) y Alcacer do Sal (Portugal). Ha realizado dos grabaciones de pasodobles e himnos.
Es ganadora del certamen Provincial de Bandas de música "Ciudad de San Fernando", Premio "Fernando Galindo", celebrado en Agosto de 1993. Sus intervenciones en diversos tipos de actos (Culturales, Institucionales, Festivos, etc.) la acreditan como una de las entidades culturales más emblemáticas y representativas de su ciudad.

### Agrupación Musical "Sagrada Resurrección"
El lunes 21 de marzo de 2022 tuvo lugar la primera aparición pública de la Agrupación Musical Sagrada Resurrección de Chiclana. La formación musical vive su Semana Santa por vez primera.
Grupo Parroquial El Consuelo de Jerez de la Frontera, Asociación Huerto del los Olivos de Rota, Hermandad de la Borriquita de Barbate, Hermandad del Amor (en la Cruz de Guía) de Chiclana de la Frontera, Hermandad de la Luz y Aguas para San Juan en Cádiz, Hermandad del Nazareno de San Roque, Hermandad del Nazareno de Beas en Huelva y Hermandad del Dulce Nombre de Jesús de Arcos de la Frontera serán los acompañamientos que realizará la banda en su primer año, además de conciertos como la presentación del cartel del Domingo de Ramos 2022 de la Hermandad del Huerto de Chiclana en la Parroquia de San Sebastián.